# Cantón de Turrialba
Turrialba es el cantón número 5 de la provincia de Cartago. Costa Rica. Fue creado el 19 de agosto de 1903, durante la administración del presidente de la República Lic. Ascensión Esquivel Ibarra, producto de la gestión política de don Jenaro Bonilla Aguilar. Es uno de los cantones más extensos del país.
La ciudad de Turrialba es la cabecera cantonal; está a una altitud de 646 m s. n. m., en el valle que conforma el río del mismo nombre y se encuentra a 64 kilómetros de San José, la capital costarricense.

## Toponimia
El origen del nombre Turrialba es muy discutido, algunas versiones señalan que este proviene del aragonés: Torrealba o del latín “Turris alba” y que se usó para denominar al volcán; sin embargo, la versión más aceptada es la que asegura que Turrialba es un nombre de raíz indígena aunque se especula cual fue la palabra original, entre ellas se proponen Turrarva, Turiarva o Toriavac. Durante las primeras incursiones de los españoles a territorio costarricense se mencionan los poblados de “Turrialva la Grande y Turrialva la Chica”. Lo único seguro hasta el momento, es que de estos escritos de los españoles es de donde nace el actual nombre del cantón.

### Apodos del cantón
A lo largo de la historia Turrialba ha sido reconocida por los siguientes sobrenombres:	La Campiña Azucarera, La Puerta al Atlántico, El puerto sin mar, "LLuvialba"

## Historia

### Periodo precolombino
El territorio que ocupa la actual Turrialba, ha sido habitado desde hace milenios por grupos indígenas. Estudios arqueológicos han revelado la existencia de vida humana desde el 9000 a. C. y el Museo Nacional de Costa Rica tiene registrados 289 sitios arqueológicos en el cantón.
Con respecto al Periodo de Cazadores-Recolectores, hay en Turrialba tres Complejos Arqueológicos de vital importancia ya que de estos es de donde se ha obtenido la mayor parte del registro arqueológico para este periodo, estos son: Florencia, Atirro y Guardiria; este último se haya frente a las compuertas de la represa hidroeléctrica Angostura.
Guardiria es especialmente importante porque es el único sitio en Costa Rica donde se hallan restos de megafauna y actividad humana para la misma época. En este se encontraron animales como el mastodonte y el perezoso gigante; además, de puntas de proyectil de los tipos “cola de pez” y Clovis, asimismo diversos artefactos en lítica (jaspe principalmente) como martillos, raspadores, cuchillos entre otros. La hipótesis más aceptada entre los arqueólogos señala, que la ocupación del sitio Guardiria se debió a la formación de lagunas y ciénagas en la confluencia del río Reventazón con el Tuis, allí los cazadores-recolectores aprovechaban la venida de los animales a beber agua para cazar. 
Turrialba cuenta con una densidad de sitios arqueológicos muy alta y de estos hay para todos los periodos arqueológicos; sin embargo, existe uno de relevancia por demás conocida entre los costarricenses. El Sitio Guayabo, ubicado en las laderas del Volcán Turrialba, es el único que ha sido declarado por el gobierno como Monumento Nacional y recientemente se le ha dado la calificación de Patrimonio Mundial de la Ingeniería por la Asociación Americana de Ingenieros Civiles. 
Guayabo fue construido cerca del año 900 d. C. y se cree que formó parte de un centro ceremonial y posiblemente la cabecera de algún cacicazgo. Este sitio fue durante principios de siglo la Hacienda Guayabo, propiedad de la Familia Troyo y en él, el señor Carlos Aguilar, primer arqueólogo costarricense, hizo varios trabajos de investigación y recopiló varios artefactos dentro de los que destacan estatuas de piedra, lápidas y variedad de vasijas, así como objetos en oro y jade. La zona del actual monumento nacional fue reconstruida para poder ser exhibida y se forma por montículos, plazas, zonas funerarias, petroglifos, un acueducto aún en funcionamiento y salen del sitio al menos tres calzadas, una de ellas, la denominada: Caragra es casi perfectamente lisa y al parecer se enrumba hacia la actual ciudad de Turrialba. Guayabo fue desocupado alrededor del año 1300 d. C. por razones aún desconocidas. Se desconoce además la extensión del sitio arqueológico ya que la mayoría del territorio del parque nacional está cubierto por bosque.
Se han hallado otros sitios con características similares a Guayabo en todo el cantón turrialbeño; sin embargo, no están en buenas condiciones para ser reconstruidas o estudiadas a profundidad.

### Asentamiento indígena
Turrialba es una de las poblaciones más antiguas de Costa Rica. Se cree que el origen de la palabra Turrialba es de origen indígena. La palabra "turru" o "turu" entra en muchos vocablos indígenas y también la terminación "vac", españolizada en "va". Se tienen registros que desde el año de 1563 ya se hablaba de Turrialba, Turriarva, o Turiarva.
De un estudio sobre los aborígenes "Huetar" se cree que Turriarva es la pronunciación huetar de Toriáravac, es decir, "ara de los Toris" (Altar de sacrificio de los Toris).
El pueblo indígena de Turrialba es distinto de la actual ciudad de Turrialba, establecida a mediados del siglo XIX. Este primer asentamiento fue una reducción indígena establecida por los españoles en Costa Rica, a principio del siglo XVI. En los documentos aparece citada indistintamente como Turrialba o Turrialva.
En el ilegal reparto de encomiendas efectuado en 1569 por Pero Afán de Ribera y Gómez aparecen mencionados dos pueblos llamados Turrialba, uno de ellos citado como Turrialba la Chica, que se hallaba ubicado "al otro lado del río del pedregal". Sus reyes se llamaban Tabaco y Huerra. El pueblo de Turrialba propiamente dicho parece haber sido de dimensiones considerables, puesto que tenía al menos 1400 habitantes (aunque algunas interpretaciones sugieren que se trataba de 1400 familias), y el de Turrialba la Chica al menos 700 habitantes (o 700 familias). 
Los encomenderos de Turrialba fueron Luis González de Estrada (con 400 indígenas o familias), Alonso Pérez (400), Diego de Alvarado (300) y Juan López (300), y los de Turrialba la Chica un tal licenciado Olibera (400) y Francisco Lobo (300).
Los franciscanos establecieron una reducción en Turrialba, cuya iglesia fue dedicada a San Francisco. Posteriormente el pueblo quedó comprendido en el Corregimiento de Turrialba y Alcaldía Mayor del puerto de Suerre. A lo largo del siglo XVII, la población turrialbeña disminuyó gradualmente, como resultado de las enfermedades y los malos tratos.
En 1663, según un informe del Gobernador de Costa Rica Don Rodrigo Arias Maldonado y Góngora, Turrialba era el último de los pueblos indígenas ubicado en la ruta de Cartago hacia Matina, y dependía de la doctrina franciscana de San Buenaventura de Atirro, en una región de caudalosos ríos y ciénagas. En 1666 el pueblo fue pasajeramente ocupado por la expedición del pirata Eduard Mansvelt.
Para 1697 solamente quedaban diez familias indígenas en Turrialba. En el censo de los pueblos indígenas efectuado en 1709 se indicó que en Turrialba había veinte familias; sin embargo, el pueblo desapareció poco después, ya que en 1737, cuando el Gobernador Francisco Antonio de Carrandi y Menán recorrió la ruta hacia Matina, solo halló en el sitio de Turrialba un rancho para albergue de los viajeros.

### Periodo colonial
A la llegada de los españoles a territorio turrialbeño, existía en este varios cacicazgos como el de Cuquerrique, Turriarva, Toyotique y Atirro. La colonización de Turrialba no se dio por el Caribe como sería lógico, sino más bien desde la meseta central costarricense. 
En 1540 el Rey Felipe II, concedió permiso a Diego de Gutiérrez (aun siendo una persona de edad avanzada y enfermo de gota) iniciar por vez primera la conquista de la Provincia de Nueva Cartago, es así como en noviembre de 1543, el Gobernador Diego de Gutiérrez al mando de 80 españoles partió de Granada, Nicaragua, tomó la ruta conocida como la “Vía del Tránsito” y llega a la desembocadura del río Suerre (hoy Pacuare) donde seis millas río arriba funda la Villa de Santiago. En este sitio los Caciques Kamakiri y Cocorí lo visitan. La lluvia y la carencia de alimentos imposibilitan la empresa conquistadora con lo que muchos españoles desertan y quedan solo el Gobernador, su sobrino, un marino y cuatro criados. Frustrado el Gobernador por el fracaso, manda a su sobrino a Nicaragua por refuerzos, este los consigue y dentro del grupo vino el milanés Jerónimo Benzoni quien dejó registro de todo.
El 4 de octubre de 1544 logra abastecerse y ese día la fragata del gobernador es seguida por cuatro canoas de indígenas quienes llegan unas 30 millas adentro; exactamente donde antaño se unía el río Reventazón con el Pacuare. Llegados a ese punto el Gobernador funda un poblado con el nombre de San Francisco (actual Manila) y justo allí Diego de Gutiérrez traiciona a Kamakiri y Cocorí y les puso una soga al cuello exigiéndoles oro, Kamakiri logra escapar, no así Cocorí quien muere en el lugar. 
Después de 11 días los indios inteligentemente los dirigen probablemente al actual poblado de La Suiza, para en la mañana del 12 de diciembre de 1544 llegar al valle de Teotique en pleno dominio del cacique Tayutic donde en una batalla la mayoría de los españoles perecieron. El Gobernador fue el primero en morir y según Benzoni, momentos antes de ser asesinado gritaba: “¡Toma oro cristiano, toma oro!”.
Para 1569 los conquistadores reportaron 2100 nativos, aunque no fue sino hacia 1575 la primera ocasión en que el gobernador Perafán de Rivera logró la primera reducción de indígenas. A partir de este momento la población aborigen sufrió una considerable disminución debida principalmente a las enfermedades traídas por los españoles (sarampión y viruela por ejemplo) al punto que en 1680 se calcula la población en 33 indígenas. 
Turrialba comenzó a cobrar importancia hacia el final del periodo colonial cuando la posesión de tierras representaba prestigio social más que económico, así pues, la región de Turrialba era propiedad de españoles peninsulares o criollos de clase alta. Cerca del 1600 existían tres caminos importantes que atravesaban el cantón, a saber: Camino Real, Camino de Misioneros y Camino de Tierra adentro. El primero de ellos era el utilizado para comunicar a la Alcaldía Mayor de Nicoya con la ciudad de Esparza, este continúa hasta Cartago y de allí al mar Caribe, este camino cruzaba Turrialba por el sector oeste del río Reventazón; el segundo salía de Cartago atravesaba la Cordillera de Talamanca y se dirigía a Panamá y el tercero servía también para comunicar al centro del país con el Caribe con la diferencia que a su paso por Turrialba, cruzaba al cantón por el margen este del río Reventazón.
En el año de 1665 ocurrió un hecho particularmente importante en la historia de este cantón. El Gobernador de Jamaica tuvo intenciones de apoderarse de territorio costarricense con el fin de que el Imperio Británico tuviera comunicación directa con el Océano Pacífico; se encomendó esta tarea a los piratas Manspheld y Morgan quienes partieron de Jamaica el 16 de marzo de 1665 con 800 marineros, el desembarco en playas de Costa Rica fue el día 8 de abril de ese mismo año en el lugar conocido como Portete. 
Llegados los piratas a Matina, aprisionaron a 35 personas y de este grupo, logra escapar el indígena Esteban Yapirí quien era nativo del pueblo de Teotique (actual Tayutic). Yapirí corrió hasta su pueblo para narrar al Cura Fray Juan de Luna lo acontecido, este último envió un informe a Cartago que llegó el día 14 de abril. 
Al día siguiente Don Juan López de la Flor (Gobernador y capitán general de la Provincia de Costa Rica) ordenó a los Capitanes de Infantería: Don José de Guevara y Don José de Bolívar trasladarse hasta la trinchera de Quebrada Honda y al Capitán de Caballería: Don José de Alvarado apostarse en Santiago de Paraíso. 
Ese mismo día se dio aviso al Gobernador de que los piratas habían llegado a Turrialba, por tal motivo Don Juan López de la Flor hizo un reclutamiento de urgencia en la Ciudad de Cartago y consiguió agrupar a 300 ciudadanos; así pues, salió de prisa a encontrarse con el resto de las tropas. En total 600 personas formaron la defensa de la provincia. El armamento de estos consistía en unos pocos arcabuces, mosquetes y flechas y lanzas indígenas. El día 16 el Gobernador inspeccionó las fortificaciones y las trincheras y dejó a los alféreces: Cristóbal Guerrero y Bernabé de Segura, al mando de 30 soldados y les ordenó fortificar un paso estrecho y estar atentos para cerrar el camino con intención de cortar la retirada de los piratas.
Manspheld y Morgan, continuaban en Turrialba el día 15, día en que tuvieron noticias del lugar y la cantidad de personas dispuestas a la defensa, por tal motivo decidieron regresar a Portete y retirarse no sin antes quemar los cultivos, matar las reses, incendiar la iglesia, las casas y chozas y asesinar a los aldeanos. 
La defensa costarricense adjudicó la victoria a un milagro de la Virgen de Ujarrás (patrona de la provincia entonces) y regresaron a Cartago en solemne procesión llevando una imagen de la virgen.
Para septiembre de 1734, el gobernador don Francisco Antonio de Carrandi visitó Matina, ese viaje lo realizó por el Camino Real y constató que los ranchos de Turrialba habían sido abandonados; además, dicho camino estaba en tal mal estado que ordenó que se utilizara el Camino de Tierra adentro para viajar al Caribe, con lo cual ya no hubo paso por donde se ubica la actual ciudad de Turrialba. En 1777 parece que ocurre un abandono total del cantón ya que en ese año desaparece de los censos de población indígena de la provincia.

### Periodo de 1821 a 1847
Para este periodo (que corresponde con la formación de la recién República de Costa Rica) el gobierno de Costa Rica promulgó una ley de colonización agrícola con el fin de que se crearan poblaciones fuera del valle central costarricense; sin embargo, esto tuvo un efecto mínimo en Turrialba que ya para entonces estaba repartida en haciendas aunque con una actividad económica y social imperceptible.
En 1842, Francisco Morazán llega al poder en Costa Rica y con él se firma el 30 de agosto de ese año la ley número 89 con la cual se declara al valle de Turrialba como una zona de confinamiento para personas acusadas de delitos comunes (entiéndase: elaboración de aguardiente clandestino, riñas sin consecuencias graves, o sospechas y varios delitos pequeños). Las personas condenadas optaban por hacer su vida en el cantón, con lo cual el territorio comenzó a poblarse paulatinamente. Esta ley continuó ejecutándose hasta las primeras décadas del siglo XIX.
Para 1843 se ratifica la ley N0 12 del 14 de septiembre de 1841, en la cual se crea la población de Guadalupe de Turrialba. Esta ley parte de una política del gobierno de don Braulio Carrillo en la cual se incluye al valle de Turrialba entre las tierras a colonizar. Al nuevo poblado se le dio el nombre de Guadalupe por haber encomendado su patronato a la virgen homónima. El pueblo se ubicó en “Patio del Águila”, ubicado por el camino a la actual Colorado. Esta población se considera el primer asentamiento de la ciudad de Turrialba contemporánea. Las familias que deseaban trasladarse al sitio contaban con varias ventajas entre las que se enumeran: plaza pública, ermita, casa cural y cárcel, todo esto para el poblado y para las familias un solar de dos manzanas para cada una, una legua destinada a pastos y otra a labores agrícolas. 
Los capitanes Pedro Iglesias y Diego Sáenz fueron los encargados de reconocer los terrenos, construir los edificios, distribuir los terrenos y alinear las calles. Para completar estas obras se dispuso de los privados de libertad, los cuales atados con cadenas eran obligados a purgar sus condenas.
El éxito de la empresa colonizadora no fue el esperado; aun así, se consiguió agrupar a los diseminados habitantes y en 1844 la aldea ya cuenta con 200 personas, con lo cual don Francisco María Oreamuno dicta la elección de una municipalidad y alcalde para el pueblo, elección que no se realizó.

### Período de 1848 a 1902
Durante estos 54 años se desarrollan los antecedentes más importantes que propician la creación de Turrialba como cantón. El 7 de diciembre de 1848 se constituye Paraíso como municipio segundo de la Provincia de Cartago, en la ley constitutiva del mismo se incluye a Turrialba como parte de este.
Hasta 1886 la actividad económica y social de Turrialba giraba en torno a reclamaciones y compras de tierras, y agricultura de subsistencia; ya que en agosto de este año es cuando se inicia en el valle de Turrialba la construcción de la vía férrea que uniría al cantón con los dos puertos más importantes de Costa Rica, Limón en el Atlántico y Puntarenas en el Pacífico. Fue en 1890 cuando se completaron las obras en suelo turrialbeño. 
El ferrocarril tenía en una zona conocida como “del Guayabal” su estación para el valle, y es alrededor de esta donde se ubicó definitivamente la ciudad. Los pobladores de Guadalupe y lugares aledaños bajaron y se establecieron en ambos lados de la línea del ferrocarril. La población del nuevo poblado para entonces, se componía de varias etnias: negros jamaiquinos, italianos y chinos, que llegaron a construir el ferrocarril, los condenados por delitos y los “cartagos”: hacendados del valle central que llegaron en busca de nuevas oportunidades. 
Gracias al paso del tren, las tierras turrialbeñas aumentaron de valor y la actividad agrícola se incrementa considerablemente, y así el valle se integra a la vida económica de Costa Rica.

### Período republicano
La población de Turrialba ha tenido su asiento en tres diferentes lugares. El primero fue la reducción indígena referida anteriormente, cuyo núcleo principal de habitantes se localizó entre los ríos Azul y Aquiares, a unos cuatro kilómetros al este del lugar en que se encuentra en este momento. Este sitio habitado se fue desplazando por los vaivenes de la conquista y colonización del territorio.
El segundo asiento se estableció, en un principio, por ley n.º 12 del 14 de septiembre de 1841. Dos años después en ley n.º 19 del 31 de julio de 1843, se formalizó el establecimiento de una nueva Turrialba, que se puso bajo la protección de la Virgen de Guadalupe. Esta segundo poblado se ubicó en el Patio del Águila, al oeste del puente La Alegría, por el camino hacia la actual caserío de Colorado. 
El tercer y definitivo asiento, se localizó alrededor del primer edificio construido en la actual ubicación de la ciudad: la estación del ferrocarril, en la hacienda Guayabal. Los terrenos en que se localiza la presente ciudad de Turrialba fueron de don Manuel Vicente Jiménez, quien vendió una franja al señor Minor C. Keith para el ferrocarril. Después de fallecer don Manuel, su hijo vendió a la comunidad el terreno suficiente para establecer la ciudad. 

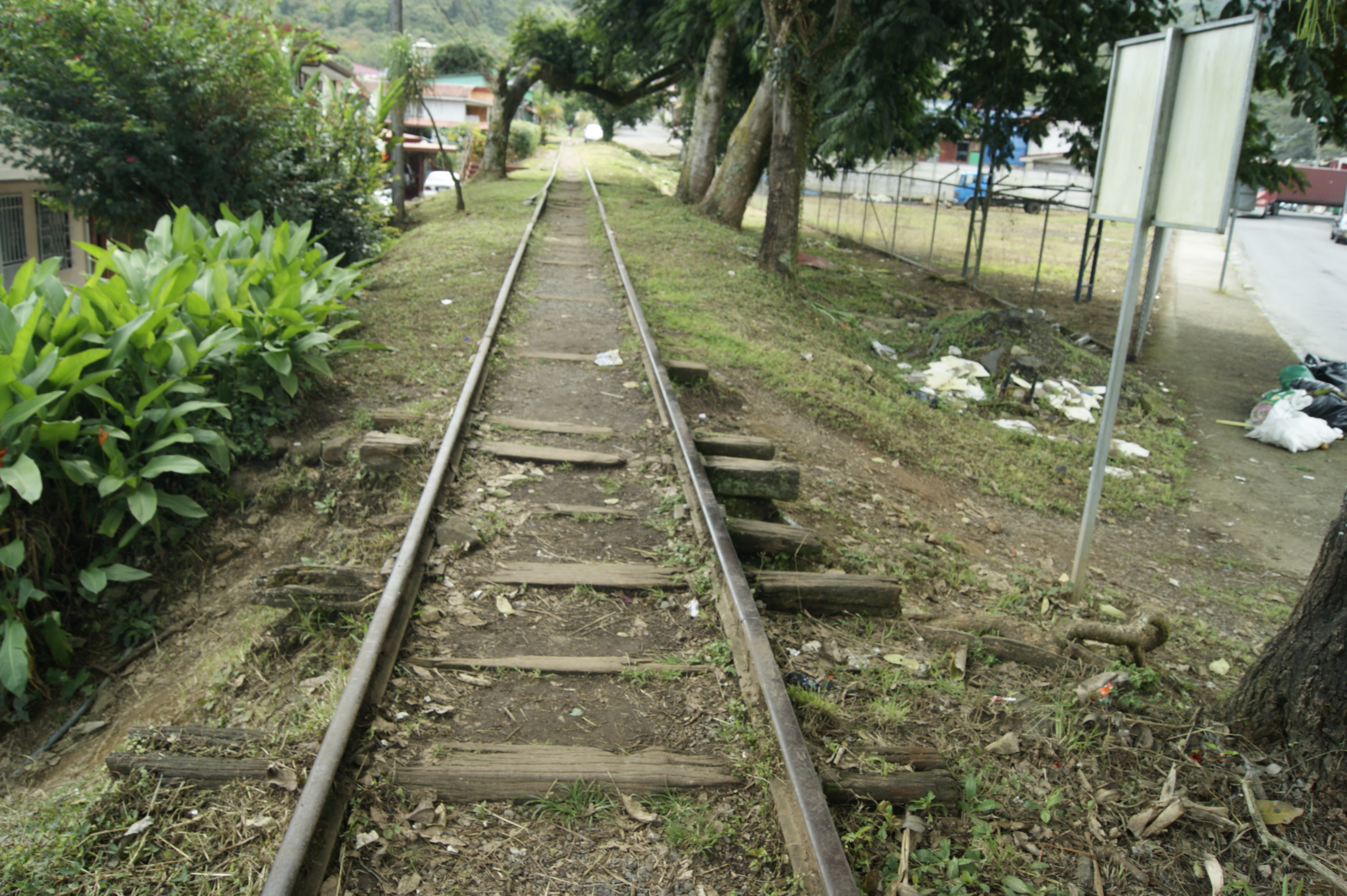
Antigua línea del ferrocarril de Turrialba

Es importante destacar que la construcción del ferrocarril al Caribe, a finales del siglo XIX, fue un factor determinante en el desarrollo posterior de la región.
La primera casa de enseñanza fue establecida en Colorado, atendida en un principio por un señor de apellido Avendaño. Entre 1885 y 1889, se fundó una escuela privada. 
En 1902, se creó la primera escuela pública de la localidad, instalada en un galerón construido en un terreno, que después fue donado por la Municipalidad. 
En 1908, en el primer gobierno de don Cleto González Víquez se edificó una escuela con cuatro aulas; la cual tiempo después fue bautizada con el nombre de Jenaro Bonilla. 

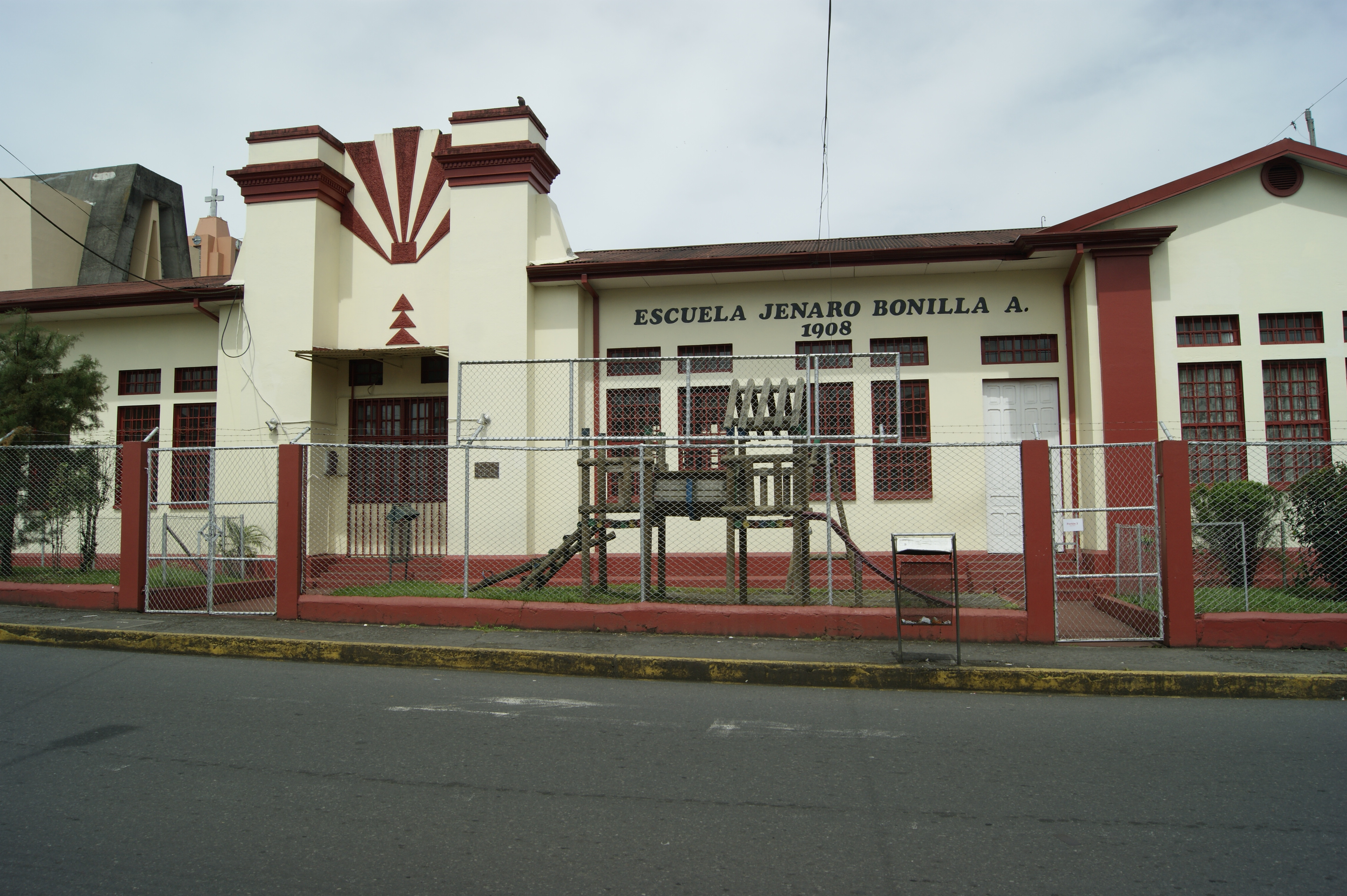
Escuela Jenaro Bonilla de Turrialba

En 1944, en la administración de don Rafael Ángel Calderón Guardia, se abrió una Escuela Complementaria, con una sección para los tres primeros años de segunda enseñanza; que actualmente se denomina Instituto Clodomiro Picado Twight. En agosto de 1971, inició sus actividades docentes el Centro Universitario Regional del Atlántico, de la Universidad de Costa Rica.
En Turrialba existe Iglesia desde 1575, la cual fue reconstruida en 1638, destruida luego en 1666 por los piratas Edward Mansfield y Henry Morgan. Posterior a la fundación del poblado Guadalupe, en 1843, se edificó una iglesia, la cual fue trasladada en tres ocasiones a diferentes lugares.
Durante el episcopado de Monseñor don Juan Gaspar Stork Werth, tercer Obispo de Costa Rica, el 6 de junio de 1906, se erigió en Parroquia, dedicada a San Buenaventura; que actualmente es sufragánea del  Vicariato Apostólico de Limón, de la provincia Eclesiástica de Costa Rica. Es notable el trabajo que ha hecho el ciudadano José Julián Marmolejo, en términos de infraestructura, educación y entretenimiento, es en el mismo parque de Turrialba donde hay una estatua del señor Marmolejo.

### Cantonato
Es a don Jenaro Bonilla Aguilar a quien se le considera “Patriarca del Cantón”, debido a su gestión política. Don Jenaro Bonilla fue en varias oportunidades diputado por Cartago en el Congreso Constitucional (1890-1892, 1892-1894, 1902-1904, 1912-1914, 1914-1916) y fue en su periodo como congresista de 1902-1904 donde logró convencer al resto de los diputados sobre las ventajas de declarar a Turrialba cantón. Esto lo consiguió a pesar de una dura oposición, sobre todo de la oligarquía cartaginesa quienes no solamente daban su lucha en el Congreso sino también en la prensa. Don Jenaro Bonilla contó públicamente con el apoyo de don Juan Gómez Álvarez (quien escribió varios artículos para la prensa nacional) y de don Ricardo Jiménez Oreamuno (diputado en ese mismo periodo y posterior presidente de la República en tres ocasiones). 
Es bajo este contexto, como el Congreso Constitucional aprueba el decreto N0 84, en este se declara la creación de los cantones de Turrialba y Jiménez, parte de la provincia de Cartago. El 25 de agosto de ese año el entonces presidente, Lic. Ascensión Esquivel Ibarra firma el decreto y así Turrialba nace como municipio quinto de la Provincia de Cartago.
La municipalidad se instaló el 15 de septiembre del mismo año y fue formada por las siguientes personas: José Ramón García (alcalde), Jaime Carranza Aguilar (presidente municipal), Alfredo Alfaro Brenes (vicepresidente), José Navarro (secretario) y Juan Gómez Álvarez (tesorero adhoc.). En 1904 se completaron los puestos con: Macario Quesada (munícipe propietario), Rafael Fuentes y José Joaquín Jiménez (ambos suplentes), David Núñez (síndico por Turrialba, San Juan y Colorado), Juan Rafael Jiménez (síndico por Tuis, Moravia y Chirripó) y Fernando Castro (síndico por Peralta, Pavones y Pacuare).
Los terrenos donde se ubica la actual ciudad eran propiedad del Lic. Manuel Vicente Jiménez quien poco a poco a vendiendo a la municipalidad estos terrenos para formar los cuadrantes de la ciudad.

### Periodo de 1905 a la actualidad
Con el terremoto de 1910 en la ciudad de Cartago, muchos cartagineses emigran a Turrialba quien ya para entonces contaba con cierto avance urbanístico; aunque cinco cuadrantes estaban despoblados. En 1915 se reportan veinte negocios debidamente establecidos en la villa. A partir de este año se produce un incremento significativo en las actividades productivas agrícolas, la caña de azúcar y el café, se convierten en el motor económico del cantón. En 1920 se anexa a Turrialba el distrito de Santa Cruz que era parte del cantón de Alvarado. 
Ya para 1925 el entonces presidente Lic. Ricardo Jiménez le concede a Turrialba la categoría de ciudad.
Durante la década de los treinta, la crisis mundial tuvo en Turrialba un impacto considerable, dado que los campesinos no pudieron cancelar sus deudas con los bancos y así el cantón estuvo de 1934 a 1936 en primer lugar a nivel nacional en remate de fincas embargadas. 
En 1943 se coloca la primera piedra de lo que será el IICA (Instituto Interamericano de Cooperación para la Agricultura), luego en 1973 pasa a llamarse Centro Agronómico Tropical de Investigación y Enseñanza (CATIE). Esta institución cumple un papel imprescindible en el cantón de Turrialba, ya que al momento de su fundación fue el único ente en toda América Latina especializado en estudios agrícolas.
En marzo de 1949 se crea el distrito de La Suiza, segundo del municipio, su cabecera homónima ha sido desde entonces la villa más poblada del cantón solo superada por la ciudad de Turrialba.
A partir de 1950 se intensificaron las obras públicas como el asfaltado, el alcantarillado y la construcción de puentes. Estos esfuerzos se unieron a las políticas nacionales de industrialización lo que conllevó a que en el municipio se diversificara la actividad económica y surgen junto a la siembra de cultivos diversos, la agroindustria, y la actividad minera. 
En la década de 1960, se produce una proliferación de cooperativas agrícolas dedicadas al comercio del café, principalmente en la villa de La Suiza las cooperativas jugaron un papel preponderante en el desarrollo de esta, ya que en torno a la entidad conocida como COOPESUIZA R.L. se intensificó el comercio, y atrajo más pobladores a la villa lo que promovió la apertura del seguro social, la educación secundaria y los sistemas de acueductos y alcantarillados en La Suiza.
Con el venir de los años setenta y ochenta se profundizan en el cantón la diversificación agrícola y debido al aumento de la población se debió recurrir a las maquilas como forma de empleo; sin embargo muchas de ellas fracasaron.
En 1987 llega la compañía Figgie de Costa Rica, la cual produce bolas para jugar béisbol, y 1995 esta empresa es comprada por la Corporación Rawlings Sporting Goods, esta empresa aún opera.
En la década de los noventa, empieza en el cantón un decaimiento económico que se extiende hasta los inicios del cambio de milenio. Este revés es producto de la apertura de la ruta 32 San José-Guápiles, y después se cierra el ferrocarril en 1995 con lo cual ya no es necesario pasar por Turrialba para ir al Caribe. 
En abril del 2000 se inaugura el proyecto hidroeléctrico Angostura, el cual es el mayor de Costa Rica, su capacidad de producir energía es de 177 megavatios. La importancia de este proyecto es variada, entre la más destacada se cuenta la gran cantidad de empleos directos que ofreció y a la inmensa cantidad de información científica que se obtuvo ya que antes de construirse se realizaron estudios arqueológicos y geológicos. 
Recientemente hizo su apertura una filial de la empresa Firestone que vino a suplir en parte el problema del desempleo, que se ha visto agravada con el cierre continuo aunque lento, de las centrales azucareras y la quiebra de las cooperativas caficultoras.
Hasta el 2010, la actividad económica del cantón era principalmente la agrícola; no obstante, es cada vez más común en el cantón el desarrollo de actividades turísticas y empresas de servicios. En la ciudad han proliferado centros comerciales y zonas residenciales que han aumentado considerablemente la población urbana.

## Ubicación
Turrialba limita al norte con los cantones de Pococí, Guácimo, Siquirres y Matina. Al este con los de Limón y Talamanca. Al oeste con los de Jiménez, Alvarado, Oreamuno y Paraíso. Finalmente, al sur con el de Pérez Zeledón.

## Geografía
Cantón de Turrialba cuenta con un área de 1589,25 km² y una altitud media de 1020 m s. n. m.
Su área equivale a alrededor del 52% de la superficie total de la provincia de Cartago. 
En su territorio se hallan dos de los picos más altos del país, el  Volcán Turrialba (3340 m s. n. m.) y el Cerro Chirripó (3820 m s. n. m.).

### Topografía
El territorio turrialbeño es uno de los más montañosos del país, tanto que cuenta con dos de los picos más altos de Costa Rica: el Volcán Turrialba y el Cerro Chirripó. Durante la última Edad de Hielo ambos picos tuvieron nieves perpetuas y se hallan restos de formación de un pequeño glaciar en el Chirripó. 
La mayor parte de la población se concentra en el norte del cantón donde se hallan los valles, estos son los que forman los ríos: Turrialba, Tuis, Guayabo, Pacayitas y Moravia. 
La mayoría del suelo cantonal está destinado a la conservación, ya sea mediante parques nacionales, reservas biológicas, sitios arqueológicos y territorio indígena. 
Turrialba se puede dividir en tres cuencas hidrográficas principales, la cuenca media del río Reventazón, la cuenca alta y media del río Pacuare y la cuenca alta y media del río Chirripó. 
Es en la cuenca media del Reventazón donde se encuentra concentrada la mayoría de la población; aquí mismo, se han dado innumerables incidentes de inundaciones, tanto en la ciudad como en la villa La Suiza. Actualmente la región ha dejado de ser tan vulnerable debido a que la represa Angostura controla los flujos de agua en toda esta zona.
La cantidad de ríos menores y quebradas que nacen y surcan el cantón son muchísimas, aunque se puede nombrar algunos ríos que tienen cierta renombre histórico; como el río Turrialba, río Colorado (ambos atraviesan la ciudad) y el río Tuis (en su cuenca se asienta al menos un tercio de la población).

### Clima
La gran diferencia de altitudes crea en el cantón una multiplicidad de climas que van desde el denominado Trópical Húmedo hasta el de Montaña; sin embargo, una característica muy peculiar que sí se puede adjudicar a todo el territorio es que dada su ubicación entre el Caribe y el valle central, no hay estaciones definidas; por lo general las lluvias son constantes todo el año y los días soleados están también distribuidos.
En los valles (con una altitud promedio de 700 metros sobre el nivel del mar) la temperatura máxima no suele pasar los 27 y por lo general la mínima no baja de 13. 
En los picos altos (volcán Turrialba y cerro Chirripó) hay constantes monitoreos por parte del Instituto Meteorológico que indican que en los meses de diciembre y enero se registran las temperaturas más bajas que con facilidad rondan los 5, la temperatura promedio es de 10 en ambos picos. 

## División administrativa
El cantón de Turrialba tiene doce distritos, a saber: 
1. Turrialba: Lo forman la ciudad de Turrialba, las fincas del CATIE y los pueblos de San Juan Norte y Sur, El Recreo y Colorado. Es el más poblado de todos.
2. La Suiza: La Suiza era una zona de paso hacia las fincas de Tuis, poco a poco fue cobrando importancia sobre todo gracias a las obras públicas llevadas a cabo por los inmigrantes, entre las que se encuentran: escuela, comisariato, iglesia, botica, entre otras.
3. Peralta: Fue sumamente importante durante el periodo en que funcionó el ferrocarril. Se desarrolló como población al haber allí una estación del ferrocarril.
4. Santa Cruz: Esta fue una zona integrada a Turrialba posteriormente, económicamente es muy activa ya que cuenta con varios atractivos turísticos como el volcán Turrialba. Además, es reconocida por la producción de queso y es cuna del célebre poeta Jorge Debravo. Actualmente ha visto un cese en su progreso económico debido a alertas de erupción en el volcán.
5. Santa Teresita: Nace como una iniciativa de promover la colonización; en este distrito se encuentra el Monumento nacional Guayabo.
6. Pavones: La mayoría de sus habitantes se dedican a labores agrícolas, aunque han aparecido numerosas empresas turísticas, debido a las panorámicas que tiene del valle, el volcán y su cercanía al río Pacuare.
7. Tuis: En el pasado se perfilaba como una ciudad próspera debido a la intensa actividad comercial que tenía, sin embargo, fue decayendo como poblado.
8. Tayutic: Es uno de los más ricos en vestigios arqueológicos. Nace como parte de las políticas de colonización.
9. Santa Rosa: Ubicado a unos escasos kilómetros de la ciudad de Turrialba, se formó como distrito debido al aumento de población que tuvo al convertirse en el principal distrito productor de café.
10. Tres Equis: Es una reconocida zona turística y ganadera. Este poblado se encuentra en una zona de hundimiento y ha sido complicado desplazar a los pobladores.
11. La Isabel: Se crea producto del aumento de proyectos residenciales en esa zona, que antes era parte del distrito de Turrialba pero debido al aumento descontrolado de la población se volvía inmanejable la gestión política. Su actividad económica depende enteramente de la ciudad, hay algunos cafetales aislados.
12. Chirripó: Se crea con el fin de dotar a los indígenas de una región administrada totalmente por ellos.

## Demografía
Para el año 2022, Cantón de Turrialba cuenta con una población estimada de 82 065 habitantes, y para el último censo efectuado, en 2011, Cantón de Turrialba contaba con una población de 69 616 habitantes.
De acuerdo al censo nacional del 2011, la población del cantón era de 69 616 habitantes, de los cuales, el 2,2 % nació en el extranjero. El mismo censo destaca que había 20 453 viviendas ocupadas, de las cuales, el 64,9 % se encontraba en buen estado y había problemas de hacinamiento en el 3,4% de las viviendas. El 57,4% de sus habitantes vivían en áreas urbanas.
Entre otros datos, el nivel de alfabetismo del cantón es del 96,1%, con una escolaridad promedio de 7,4 años.

## Cultura

### Arte
El teatro municipal y la Casa de la Cultura Jorge Debravo se reservan para actividades oficiales, artísticas  y actos ceremoniales. Existe una gran cantidad de agrupaciones artísticas entre músicos, actores, poetas, bailarines etc. A mediados del 1950 existían en Turrialba tres salas de cine y hoy ya no existe ninguna, pero se mantiene el antiguo cine Norma, en la actualidad es el Teatro Municipal . 

### Círculo de Poetas Turrialbeños
Para el caso turrialbeño, los movimientos de artistas (poetas especialmente) merecen una sección aparte; dado que en el año de 1959 fundan: Jorge Debravo, Marco Aguilar, Laureno Albán y Carlos Enrique Rivera Chacón el Círculo de Poetas Turrialbeños. Este grupo tuvo un profundo impacto a nivel nacional dado que su poesía encajó perfectamente con su momento histórico. El Círculo de Poetas acogió a muchas personas y su producción fue recopilada en varias antologías, actualmente existe entre los jóvenes un fuerte movimiento de reivindicación tanto del grupo que se aprecia no solo en más producción poética sino también en cuentos, obras de teatro y novelas; sin embargo, la mayoría del tributo recae en el máximo exponente del Círculo de Poetas: Jorge Debravo. 
En 2010 el Premio Nobel de la Paz y presidente de la República Dr. Óscar Arias Sánchez develó un busto del excelentísimo poeta en la Universidad de Ankara, Turquía.
Jorge Debravo es por demás admirado por haber sido una persona consecuente a plenitud con lo que escribió, al punto de convertirse en uno de los principales activistas del partido Vanguardia Popular en Turrialba y la Juventud Socialista Costarricense. 

### Deporte
En el ámbito deportivo, Turrialba celebró en 1996 los Juegos Deportivos Nacionales para lo cual se construyó el Gimnasio ’96. El estadio Rafael Ángel Camacho es la casa del equipo Turrialba F.C. que estuvo en la década de los noventa en primera división y hoy juega en la segunda categoría. 
Se conoce de la existencia de varios grupos deportivos de iniciativas privadas o de la Sede del Atlántico de la UCR; sin embargo no se halla en el cantón una organización que agrupe a sus deportistas.

### Educación
Turrialba es de los pocos cantones costarricenses en contar con una cantidad significativa de institutos de educación superior. La más importante es la Sede del Atlántico de la Universidad de Costa Rica, esta inició sus lecciones en 1971 en aulas del IET y en 1973 ya se crea oficialmente y se le asigna un terreno donde se construyen sus instalaciones. La universidad se ubica al sur de la ciudad. Además, hay sedes de la Universidad Estatal a Distancia, Universidad Florencio del Castillo, el INA y el Centro Agronómico Tropical de Investigación y Enseñanza (CATIE). 
En cuanto a secundaria, los estudiantes cuentan con diversidad de opciones, un colegio de tipo técnico profesional: Colegio Técnico Profesional La Suiza; de tipo académico son: Instituto de Educación de Turrialba, (al cual se le cambió el nombre a Clodomiro Picado Twight), por sus siglas IET (fundado en el año de 1944, esta es la institución de educación secundaria más antigua del cantón), el Colegio Omar Salazar, ambos en el centro de Turrialba  y dos centros educativos privados: Centro Educativo Jorge Debravo y la Interamerican High School (propiedad del CATIE). Hay además liceos en los distritos:  Liceo Santa Teresita, Liceo Tres Equis, Liceo Rural Pacayitas, Liceo Rural San Joaquín, Liceo Rural Grano de Oro; y varios colegios en zona indígena. La modalidad de colegios nocturnos también se encuentra y existen en Turrialba: Colegio Nocturno Pbro. Enrique Ménzel, CINDEA. Finalmente en 1999 se crea como un convenio entre la Universidad de Costa Rica y el Ministerio de Educación Pública de Costa Rica el Liceo Experimental Bilingüe de Turrialba; este liceo es el mejor del cantón al punto que se cuenta dentro de los primeros del país, al ser su promoción promedio tanto en bachillerato como de admisión a la UCR del 95%.
Las instituciones de educación primaria son por demás numerosas, casi se puede asegurar que existe una escuela por cada villa del cantón. Por motivos históricos se citan como las más importantes de la ciudad, la escuela Jenaro Bonilla fundada en 1908 (hasta 1970 Escuela John D. Rockefeller), su edificio fue en 2002 declarado por el entonces Ministerio de Cultura, Juventud y Deportes Patrimonio Histórico Arquitectónico de Costa Rica. En 1951 inicia lecciones la Escuela de Sion, escuela de corte confesional católico, y más recientemente se abre la Escuela Mariano Cortés. Todas las anteriores se encuentran en la ciudad. En los distritos periféricos se puede citar la Escuela Rodolfo Herzog Müller en la villa de La Suiza como una de las más importantes, tanto por su historia como por su cantidad de estudiantes.

### Eventos
En el cantón se celebran anualmente cuatro eventos masivos, la Feria del Queso, la Feria Internacional del CATIE y el Festival de la Campiña. En marzo de 2011 Turrialba fue sede del Festival Nacional de las Artes, evento con una asistencia intensa. En Diciembre se celebra el “Desfile de las Luces” celebración navideña que fue nombrada en el 2023 de interés cultural por el Ministerio de Cultura, por la Intervención del Gestor Cultural de la Municipalidad Don Dennis Ramírez, en el Gobierno del Alcalde Luis Fernando León Alvarado.  

### Gastronomía
El cantón de Turrialba es nacionalmente conocido por el queso Turrialba producido en el distrito de Santa Cruz. En cuanto a su gastronomía, lo más destacado son los platillos indígenas. 

### Medios de transporte y comunicación
Los medios de comunicación en el cantón aún se encuentran en desarrollo. Actualmente, ha habido un resurgimiento de estos a través de las nuevas tecnologías de la información; entre las páginas en internet más destacadas se cuentan:  Turrialba Digital y el blog Turrialba es tuya. 
En cuanto a radiodifusoras, la Radio Cultural de Turrialba (que opera en la frecuencia 88.3 FM y 1600 AM) es la más antigua que aún opera; esta es parte de la Red de Emisoras Culturales del Ministerio de Cultura y Juventud de Costa Rica. Se ubica en el Casa Cultural Jorge Debravo y su cobertura es de 40 kilómetros a la redonda.
Desde 2011 Turrialba cuenta con un canal de televisión en señal abierta  y por las principales compañías de cable de Turrialba y Jiménez, este canal trabaja 24 horas al día. También se destaca RADIO TURRIALBA una nueva emisora que transmite por Internet en la dirección electrónica www.radioturrialba.com y que trabaja con un sonido en Alta Definición lo que la destaca como un medio de comunicación vanguardista.
Desde septiembre del 2011 Turrialba Digital habilitó la primera televisora del cantón, por medio de la frecuencia 36 UHF y por la posición 96 del sistema local de cable Tigo, espacios deportivos, noticiosos, culturales y de corte religioso es parte de la programación.
La prensa escrita sí cuenta con un mayor bagaje: Turrialba Hoy y Lectores, son los semanarios que circulan en la actualidad. Dentro de la historia del periodismo se pueden mencionar los siguientes hechos como los más destacados: en 1924 don Romeo Muñoz imprime las primeras hojas en máquina de escribir y las circula, en ellas se detallan las necesidades del cantón, también en ese año el Lic. Hernán Zamora Elizondo saca a la luz el Eco de Turrialba; en 1926 el Dr. Ernesto Ortega publica La Semana, él mismo dos años después hace circular La Revista de Turrialba; en 1929 don Fermín Meza edita “La Revista”. En 1955 el colectivo formado por Hernán García, Mario Loaiza, Arnoldo Núñez y Jose Rafael Gómez ponen en circulación El turrialbeño; en ese año nace también El costarricense. En 1962 Alfonso Rivel Sanabria y Luis Torres Monge publican El Clarín Turrialbeño, por esos años nace Senderos, revista de Walter Coto Molina, Armando Morales y el Profesor Campos. En 1977 nacen Revista Turrialbeña y Revista Gráfica Turrialbeña. Todos estos medios circularon por periodos cortos debido a la falta de financiamiento y problemas de logística.

### Música
En cuanto a música, en 1959 se funda la Compañía Lírica Turrialbeña y en 1930 se forma la Banda Municipal de Turrialba, esta aún opera y tiene mucho reconocimiento a nivel nacional. En 1953 y para celebrar los 50 años de fundación del cantón, se crea “El Turrialbeño” un cantón que se considera como el himno turrialbeño de facto; el mismo fue escrito por Ovidio Soto y musicalizado por Donato Salas Cantillano.

## Economía
La actividad comercial en la ciudad es intensa. Hay sucursales de todos los bancos estatales y algunos privados.  Los fines de semana tienen lugar en la avenida central la Feria del Agricultor. El mercado se localiza en el centro de la ciudad. A pesar del importante comercio, la mayoría de las empresas son comercios locales. Recientemente empresas y consorcios costarricenses que operan a nivel nacional han iniciado operaciones en la ciudad y han comprado negocios de empresarios locales, manteniendo la marca para no afectar al mercado. En cuanto a restaurantes, se hace evidente la multiculturalidad ya que los hay chinos, de comida rápida, de comida típica costarricense y hasta para extranjeros. La actividad industrial se concentra en el procesamiento de productos agrícolas, la explotación de cal, la producción de cemento y las maquilas.
El censo nacional de 2011 detalla que la población económicamente activa se distribuye de la siguiente manera:
- Sector primario: 21,6 %
- Sector secundario: 17,1 %
- Sector terciario: 61,3 %

El entretenimiento en Turrialba corre a cargo la mayor parte del año de los bares y las discotecas de la ciudad y los salones de baile para los distritos periféricos. Así entonces se puede citar como centros nocturnos destacados, Charlie’s, Latinos y Rikaste; y el Salón Billo’s en La Suiza.

### Turismo
El cantón tiene varias zonas protegidas, a saber: Monumento Nacional Guayabo, parque nacional Volcán Turrialba, parque nacional Barbilla, Reserva Forestal de la Cordillera Volcánica Central, Zona Protectora de la Cuenca del Río Tuis, parque nacional Chirripó y la Reserva Forestal del Río Pacuare.
La actividad turística en el cantón es moderada, aunque hay varias empresas turísticas en la ciudad, principalmente las que se dedican al balsismo (conocido localmente como rafting) en los ríos Reventazón, Pacuare y Pejibaye, como lo son Ríos Tropicales, Explornatura, Loco River y Aventuras Naturales, y en la periferia se encuentran algunos complejos turísticos. Dentro de los hoteles destaca el Hotel-Casa Turire que cuenta con categoría cuatro estrellas; así como varios miradores como el Turrialtico, Pochotel y los hoteles Wagelia y Geliwa. También hay algunas haciendas privadas que ofrecen servicios turísticos como la Hacienda Tayutic y la Hacienda 3X.

## Infraestructura

### Transportes
El transporte público turrialbeño se compone de varios consorcios como los de TRANSTUSA, Mora y Rojas, TRANSARO, Arnoldo Solano e hijos, que vuelven muy eficiente y confortable el servicio. Recientemente estas corporaciones se han unido y operan en dos centros de transporte de pasajeros, la denominada “Parada Vieja” (justo en el centro de la ciudad) y la Terminal TRANSTUSA, esta última con sus modernas instalaciones es sin duda un referente para el comercio local. Allí también hay sitio para una terminal de taxis y centros comerciales. La “Parada Vieja” opera para los barrios de la ciudad y la Terminal TRANSTUSA para sitios alejados del cantón y además presta el servicio de transporte a San José y Siquirres. En los días en que se cierra la Ruta 32, los transportistas que atraviesan Turrialba hacen por lo general una parada en esta terminal. 
En Turrialba existen al menos dos empresas de porteo y dos consorcios de taxista, los unos se ubican en el centro de la ciudad, justo a unos metros al norte del Parque Central Quesada Casal mientras que los otros se pueden localizar estacionados por toda la ciudad. 

## Gobierno
El gobierno del cantón de Turrialba está formado tal cual manda la ley 7794 del 30 de abril de 1998 en la cual se establece que el Concejo Municipal es el primer poder del cantón, y el alcalde es el jefe del municipio. El denominado concejo debe estar formado por regidores y síndicos, estos últimos se encuentran a la cabeza de los distritos y en ellos deben formar los llamados Concejos de Distrito. La cantidad de regidores y síndicos viene determinada por la población del cantón, en el caso de Turrialba los regidores son siete con un síndico por distrito.